# Музей декоративно-вжиткового мистецтва (Страсбург)
Музей декоративно-вжиткового мистецтва в Страсбурзі (фр. Le musée des arts décoratifs de Strasbourg) — міський музей декоративно-вжиткового мистецтва, розташований на першому поверсі Палацу Роганів у Страсбурзі.

## Колекції
Музей було створено на основі колекцій Музею Гогенлое (Hohenlohe-Museum), що був заснований 1890 року німецьким мистецтвознавцем та фахівцем музейної справи Вільгельмом фон Боде. 1898 року цей музей було переведено в Палац Роганів. Музей складається з двох відділень: апартаменти кардинала Рогана та колекції декоративно-вжиткового мистецтва Страсбурга з 1681 по 1871 рік. Давніші витвори декоративно-вжиткового мистецтва виставлено в Музеї Нотр-Дам, що знаходиться неподалік.
Велику частину колекції становить зібрання страсбурзького фаянсу з порцеляново-фаянсової мануфактури братів Жана та Поля Аннонгів (Hannong), колекция зразків Нідервіллерського фаянсу, а також ювелірні вироби страсбурзьких ювелірів Кірстенів та Емленів.
Апартаменти архиєпископа відтворено у вигляді, який вони мали до руйнувань палацу 1870 та 1944 років. Серед оздоблення апартаментів вирізняються вишукані ліпнини, фрески, тромплеї, гобелени, люстри, шинуазрі, картини на полотні та на дереві, меблі епохи рококо та часів Першої імперії.

## Галерея

### Колекція порцеляну та фаянсу

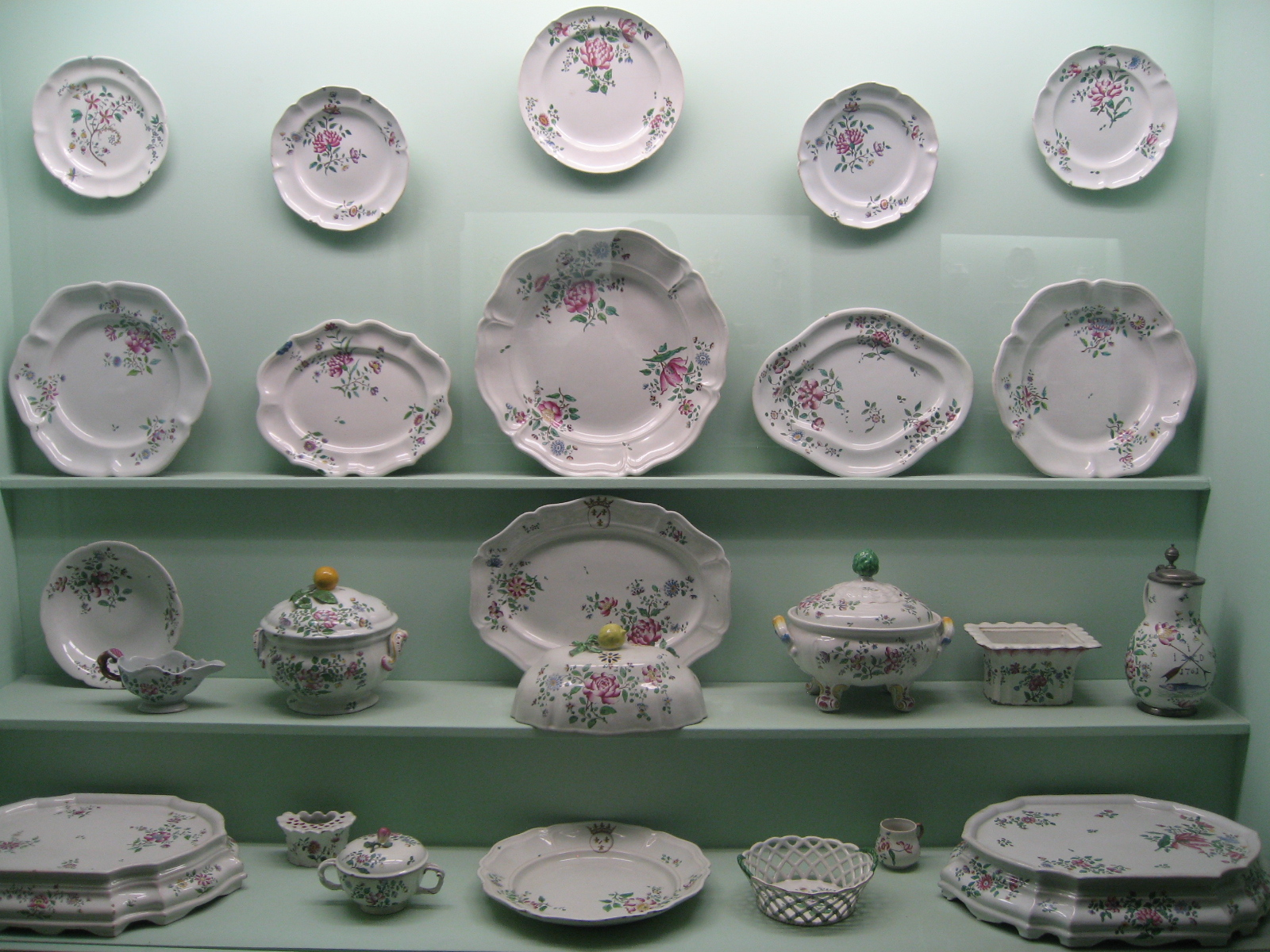
Страсбурзький порцелян Поля Аннонга.
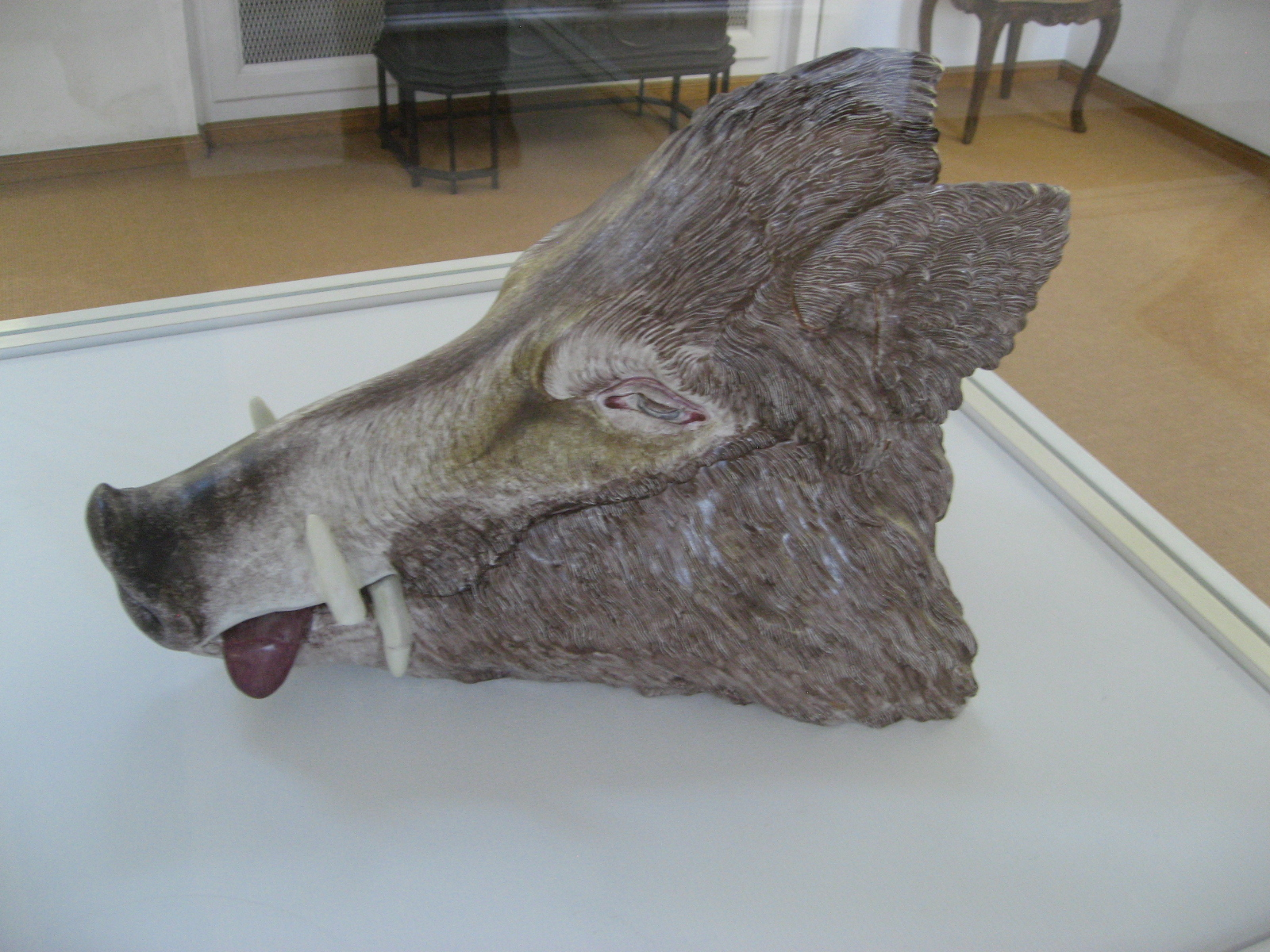
Голова вепра, Поль Аннонг.
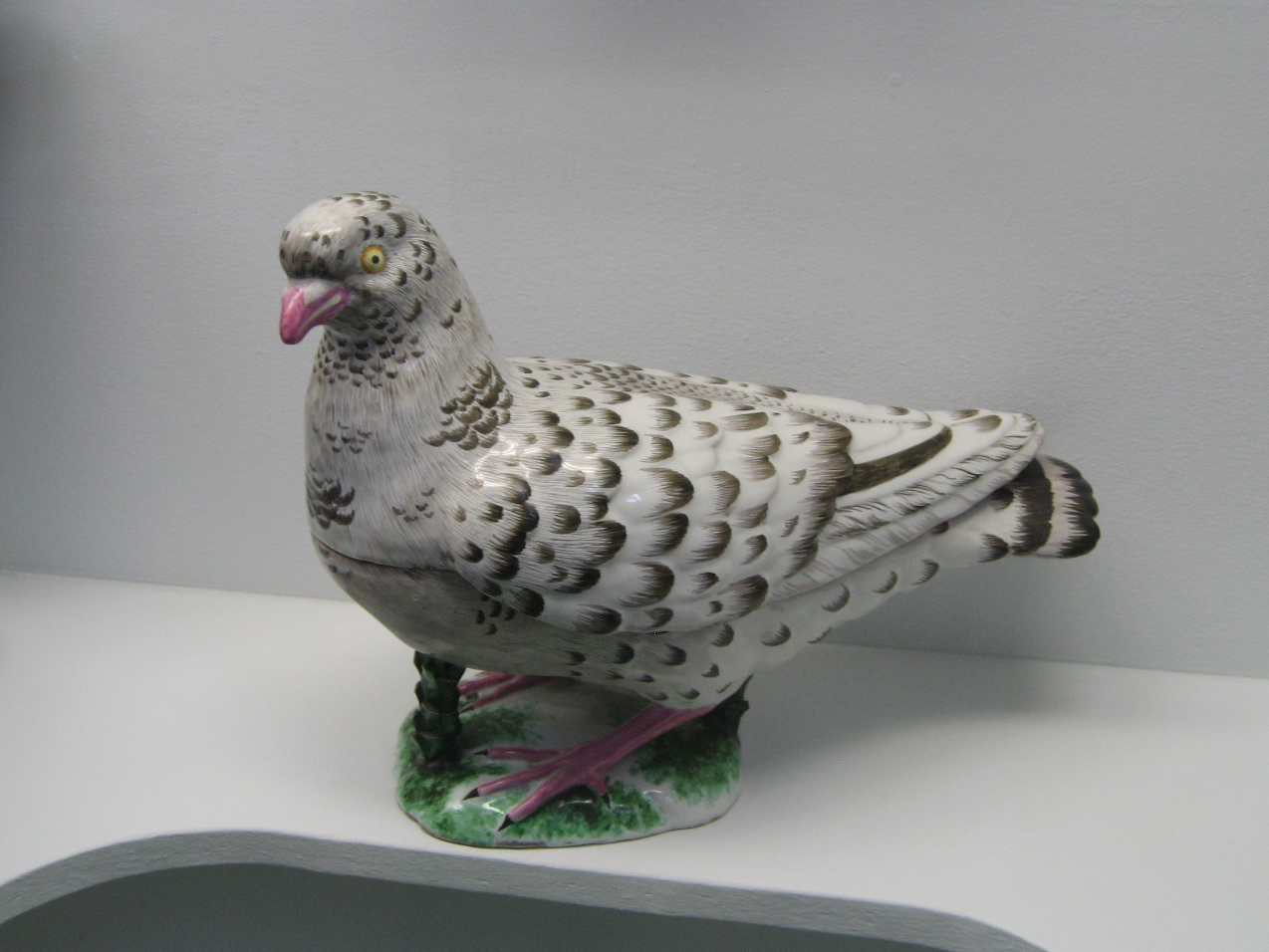
Голубка, Поль Аннонг.
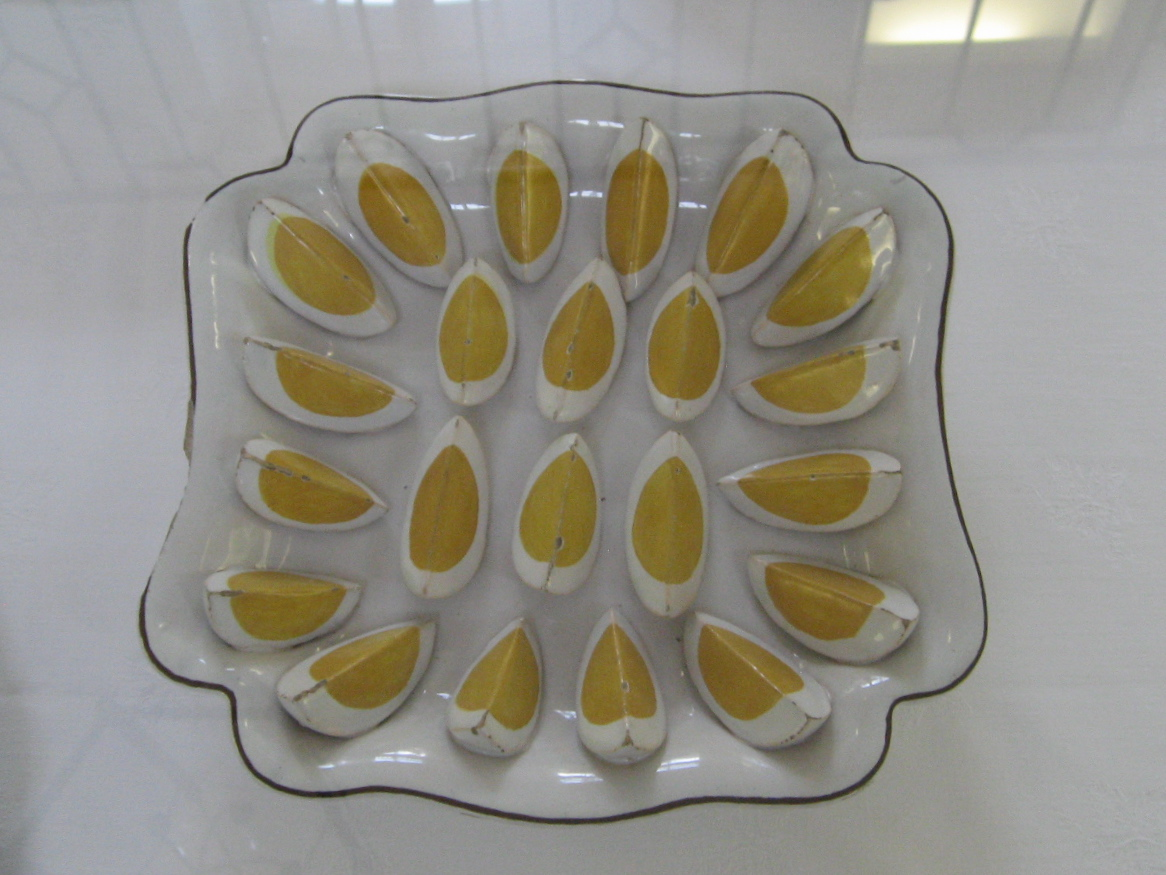
Варені яйця, Поль Аннонг.
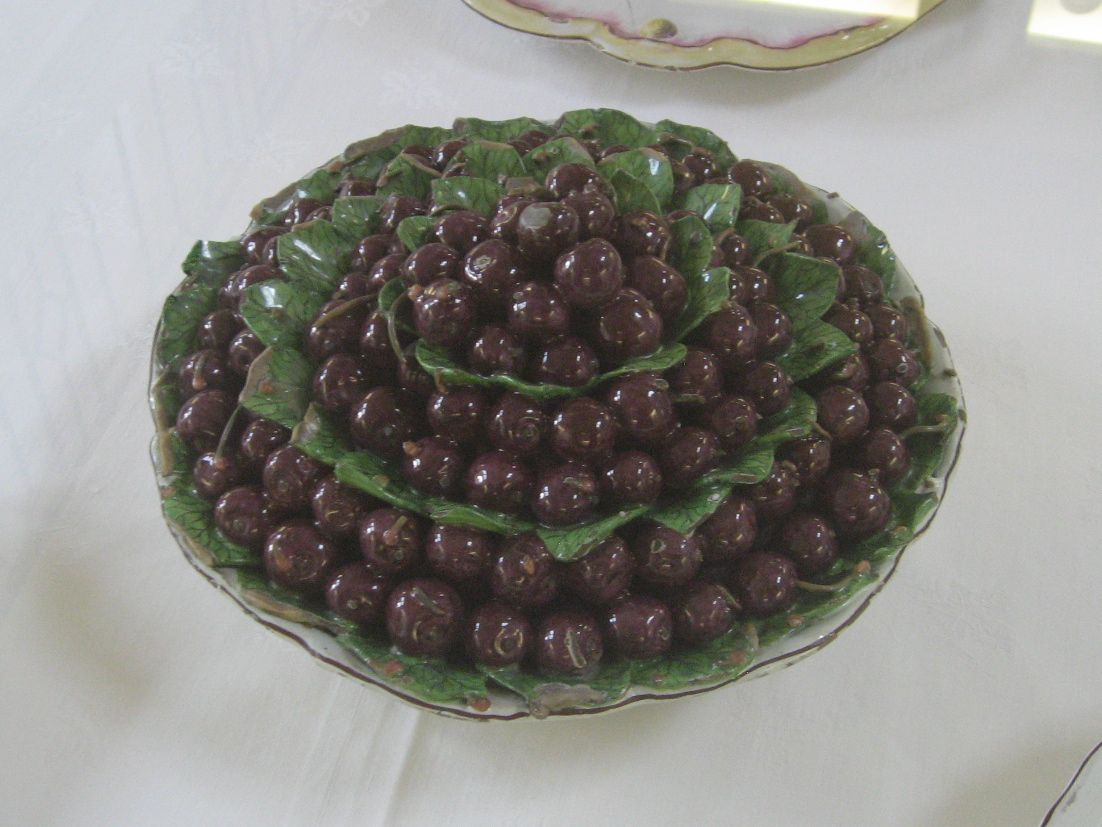
Черешні, Поль Аннонг.
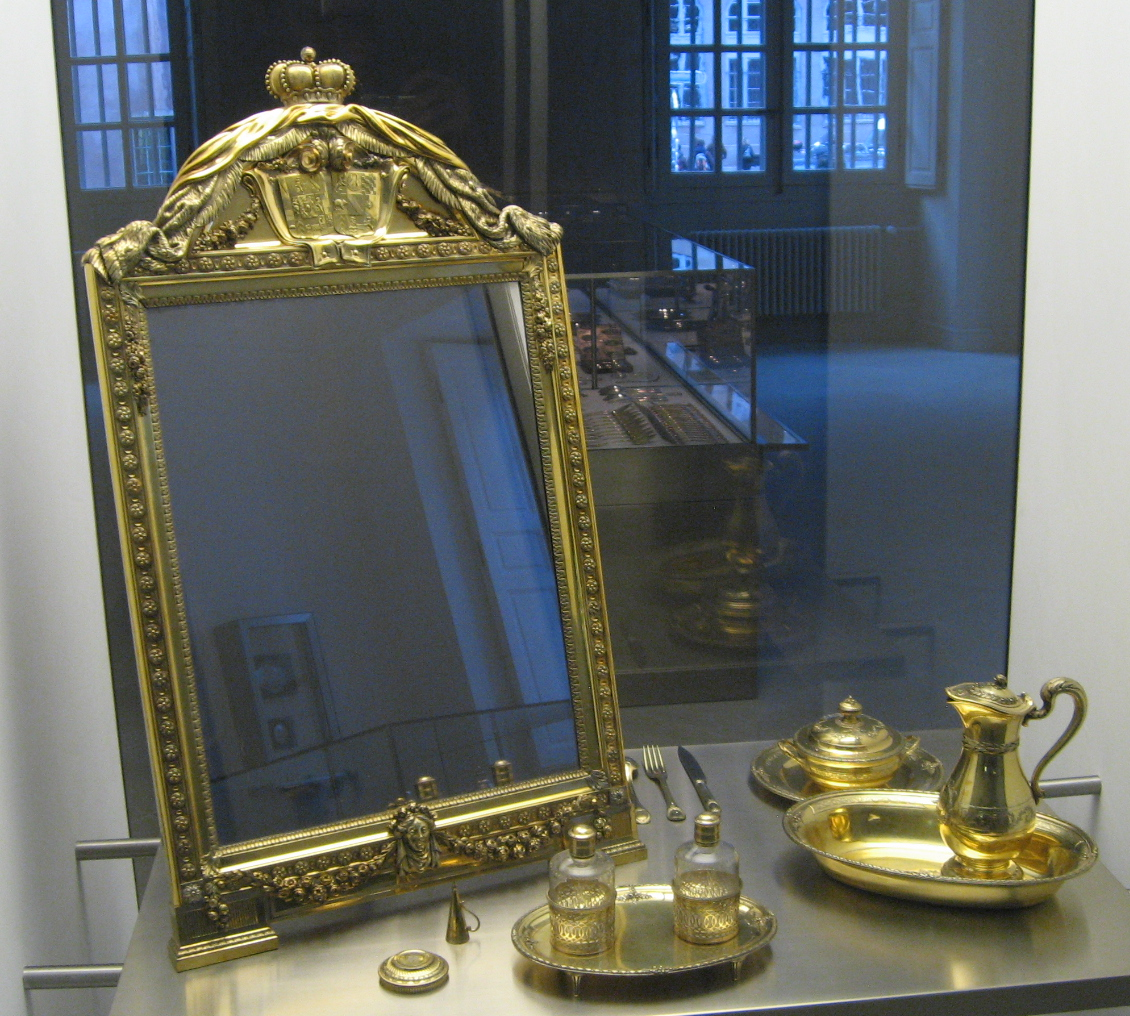
Сервіз принцеси де Де-Пон, Жан-Жак Кірстен.

### Апартаменти архієпископа Рогана

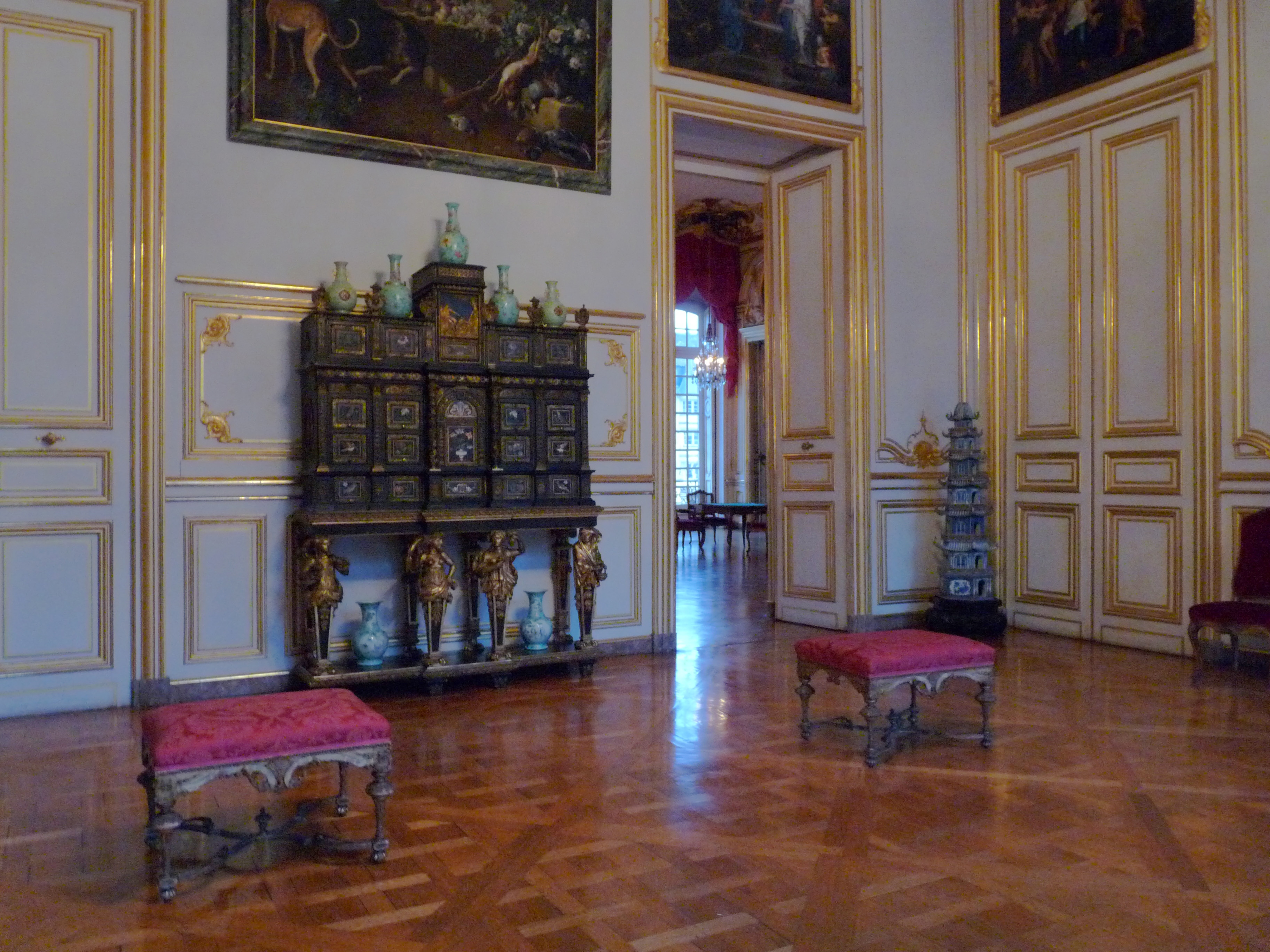
Передпокій
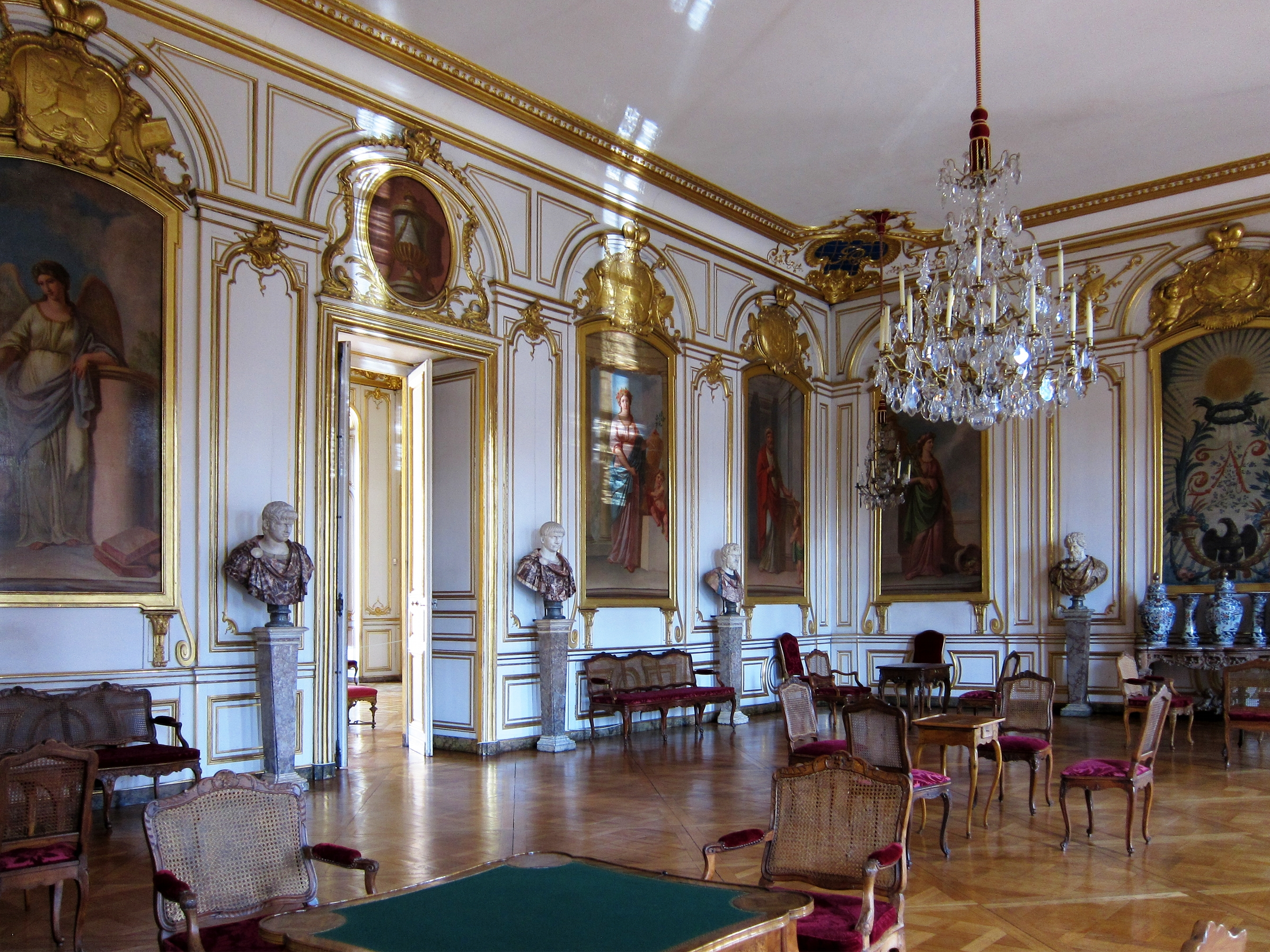
Салон архієпископа
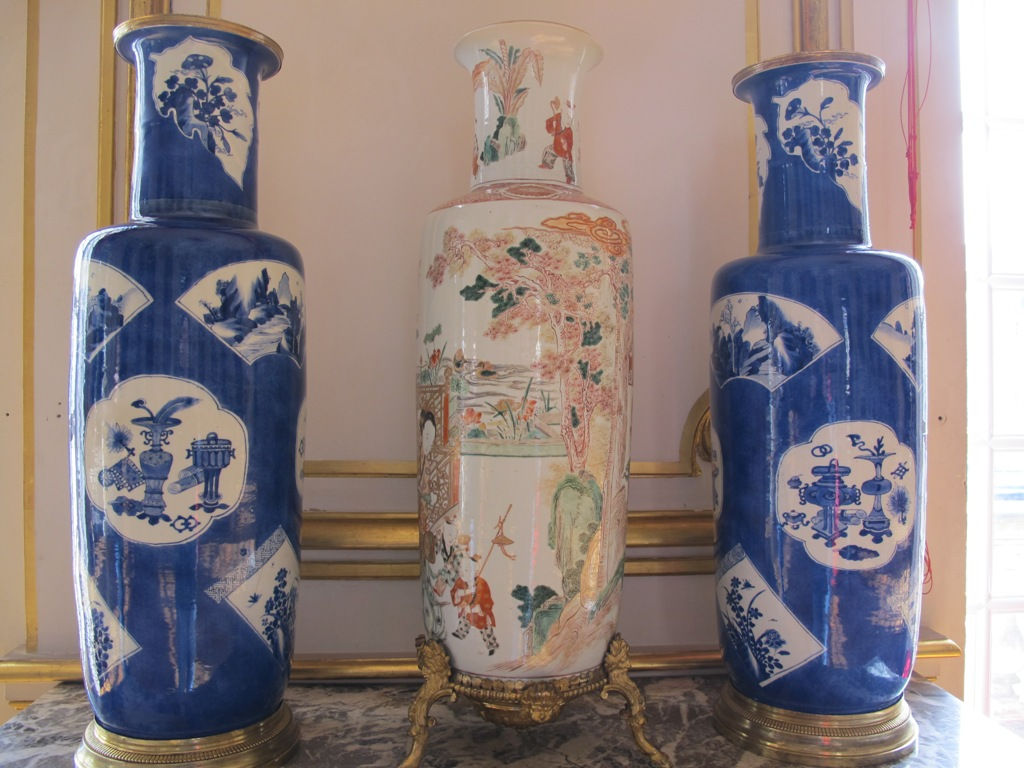
Китайські вази в інтер'єрі салону
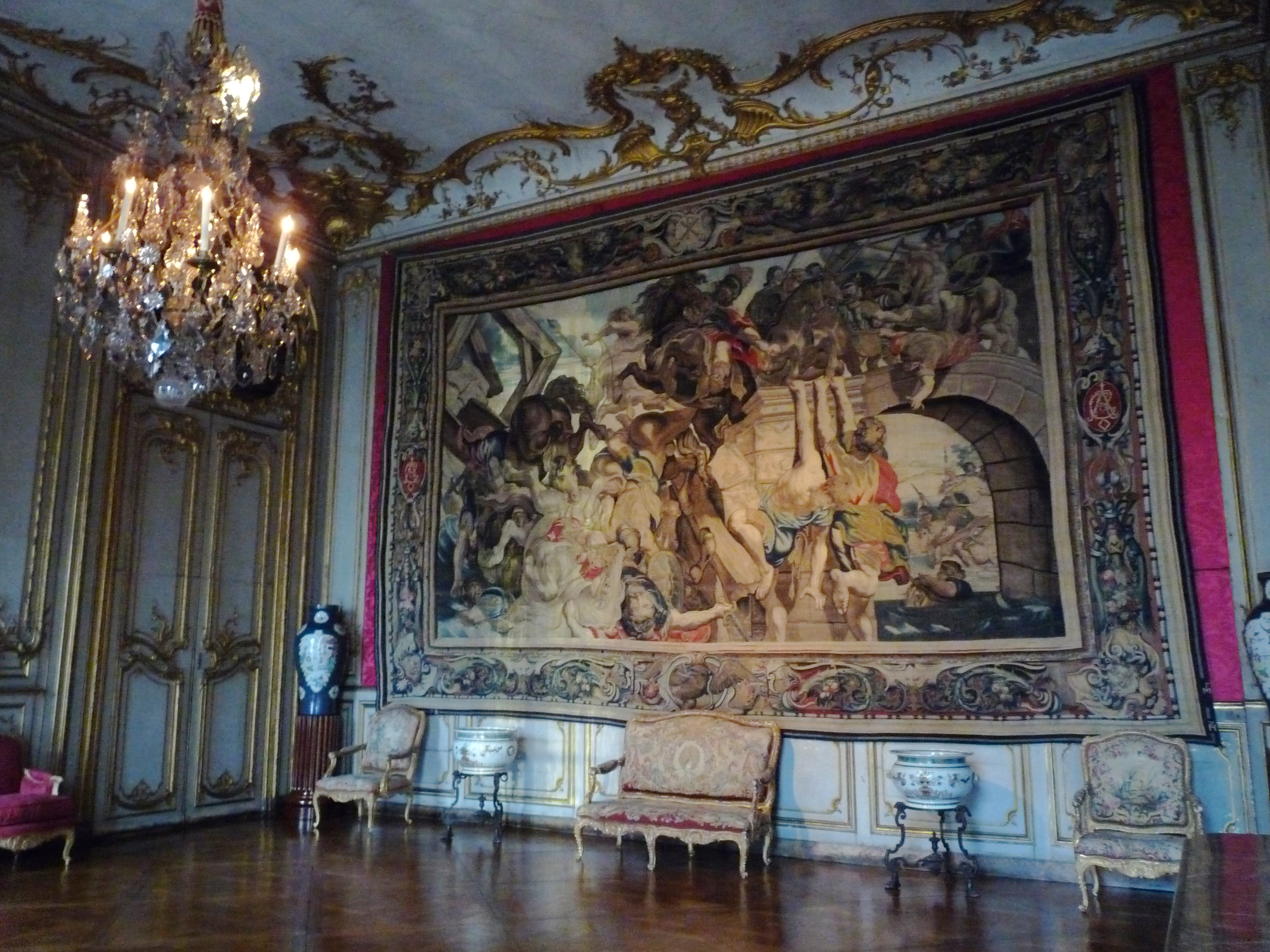
Салон Асамблеї
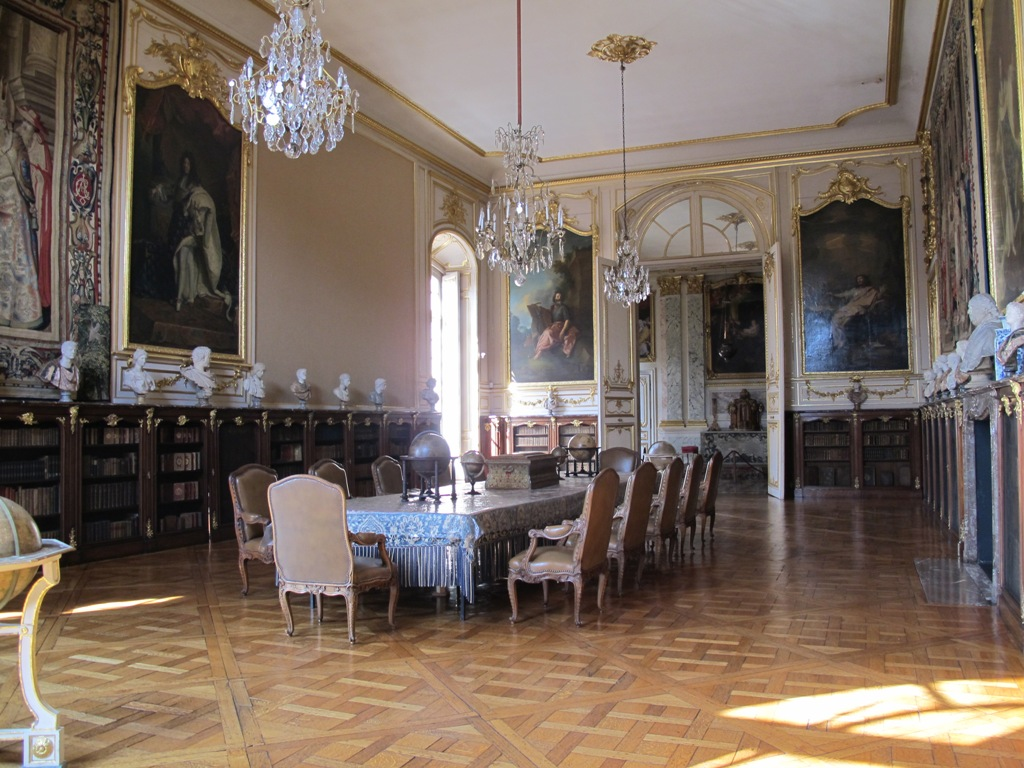
Бібліотека архієпископа
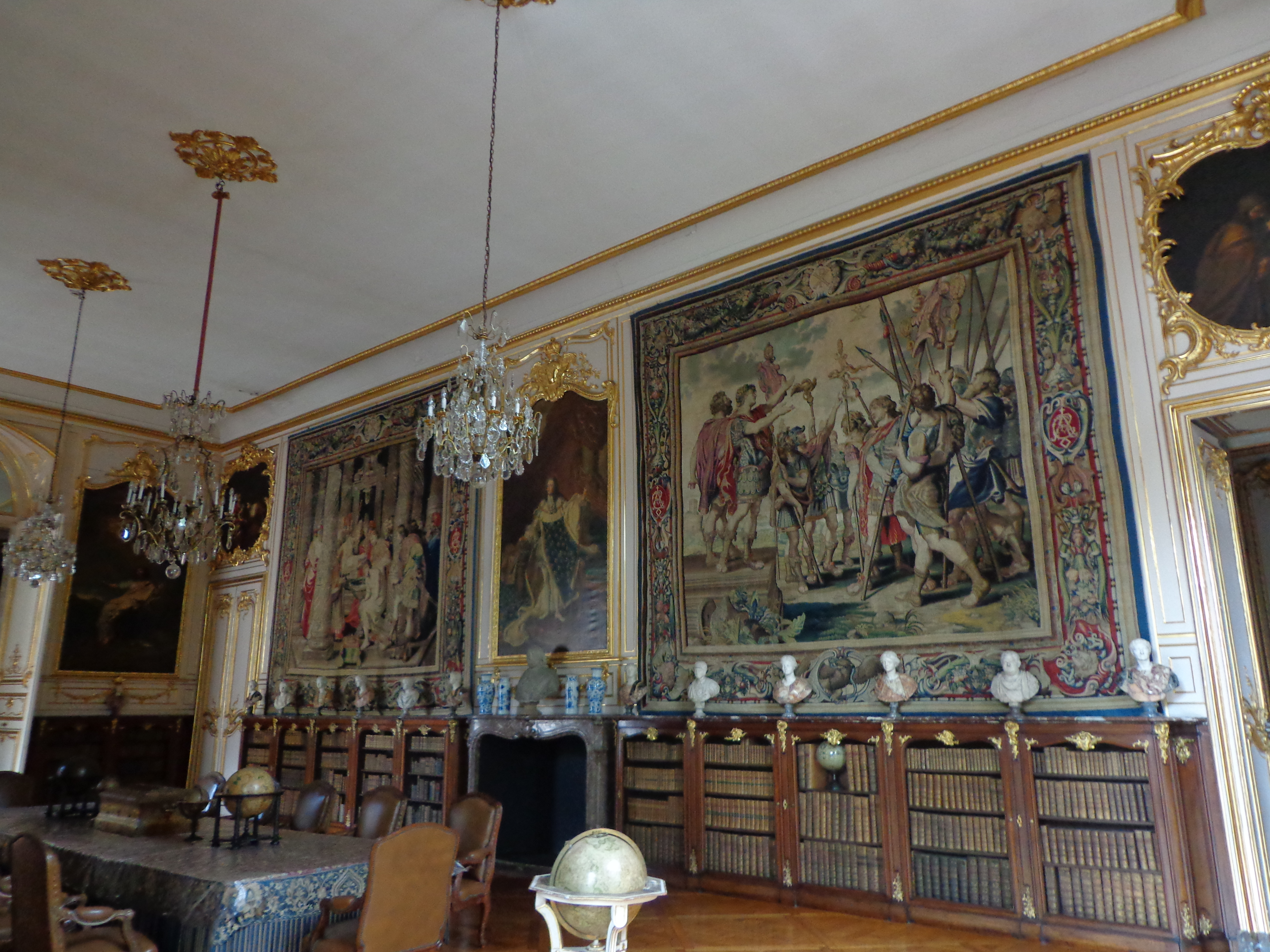
Книжки бібліотеки архієпископа